# Fernanda Urrejola
Fernanda Urrejola (Santiago, 24 de septiembre de 1981) es una actriz y exnadadora chilena. Debutó en la exitosa teleserie juvenil de TVN 16, y en su secuela 17, desde entonces ha actuado en películas, obras de teatro y telenovelas. En 2010 obtuvo su primer protagónico en la teleserie nocturna de Chilevisión Mujeres de lujo. En 2016 emigró a Estados Unidos para radicarse en Los Ángeles e internacionalizar su carrera como actriz, desde entonces ha trabajado en obras notables como Narcos: México y junto al afamado director y actor Clint Eastwood en Cry Macho.

## Biografía
Nació el 24 de septiembre de 1981 en Santiago de Chile. Es hija de Francisco Urrejola y Francisca Arroyo. Tiene tres hermanas, Alejandra, Francisca e Isidora, quien también es actriz. Cursó sus estudios en The Kent School, y posteriormente Comunicación Escénica en Duoc UC de San Carlos de Apoquindo. Urrejola cursó un seminario en la Escuela de Teatro La Memoria, de Alfredo Castro.
Fue competidora de nado sincronizado en el Club Deportivo Universidad Católica, y representó a Chile en varias competencias internacionales. Practicó este deporte durante 12 años. En noviembre de 2000 participó en el Mundial Copa B, El Cairo, en un dueto junto a Soledad Soto, por la rama de la Universidad Católica. Lograron la medalla de bronce, y en la prueba individual Fernanda quedó en cuarto lugar.
En una entrevista contó sobre su vocación que «[...] Siempre tuve en mi cabeza la idea de estudiar teatro, pero como que no me atrevía lo pensaba una y otra vez. Después llegué a cuarto medio y me di cuenta de que era lo único que quería, y al entrar a la escuela de comunicación escénica vi que la actuación era lo que más me gustaba».

## Carrera
Fernanda llegó a la televisión por un casting para un programa infantil de TVN que finalmente no se realizó. Por este casting le ofrecieron participar en la primera telenovela de corte juvenil de Televisión Nacional de Chile, 16, donde interpretó a Matilde Arias, estudiante de enseñanza media. En el rodaje compartió créditos con figuras como Consuelo Holzapfel y Willy Semler. En 2009 declaró: «cuando partí en televisión me cuidé mucho de no convertirme en la sex symbol y ser la chica linda».
En 2006, participó en la popular telenovela Floribella. Además tuvo un papel clave en la telenovela del año siguiente, Corazón de María, donde fue la esposa del personaje de Néstor Cantillana, quien muere en el primer capítulo y desencadena toda la historia. 
En su siguiente producción en Televisión Nacional de Chile Amor por accidente, interpretó a una bailarina de topless. Su personaje quedó embarazada cuando joven y trabaja para mantener a su hija. Sobre los striptease dijo que «[...] Mi personaje no tiene ni un rollo, yo a veces sí jajajá. Voy a bailar muy sensual».
En teatro destacan El Inspector y 5 mujeres con el mismo vestido, Cuentos para un invierno largo y Santa Juana de los….
En 2004 debutó en el cine con la película El Roto (Perjudícame Cariño), dirigida por Alberto Daiber, médico de profesión y exconductor de televisión, y basada en la novela de Joaquín Edwards Bello. Tres historias de amor protagonizadas por Francisco Melo, Benjamín Vicuña, Fernanda Urrejola y María Izquierdo.
En El Roto, Fernanda junto a Patricia López realizaron desnudos. Posteriormente Patricia armó una polémica diciendo que su escena de sexo se usó de mala forma. Sobre esta polémica Fernanda dijo: «Encuentro que es una tontera. No sé qué le habrá pasado a la Patty, a lo mejor ahora está muy diferente. No puedo juzgarla, pero cuando hay una pega con la que no estái de acuerdo, no lo hací nomás. Ella ya la hizo y es parte de la película. Además que se ve preciosa, como una grossa actriz, entonces no entiendo por qué la polémica. No cacho qué le pueda molestar. Encontré que la escena pudo haber estado un poco larga, pero era necesaria».
En 2005 en el diario La Cuarta dio su opinión sobre los desnudos en general: «Es que a todo el mundo le incomoda el tema del desnudo. Si no andaríamos todos en pelotas por las calles». En ese mismo año actuó en la película Mi mejor enemigo, dirigida por Alex Bowen. También obtuvo el premio Copihue de Oro a Mejor Actriz de Película por su actuación en Mi mejor enemigo, y la película obtuvo el Copihue de Oro a Mejor Película Chilena. En La Cuarta expresó su alegría: «Para mí fue todo una gran sorpresa. Me encanta haberlo ganado ya que es un incentivo para seguir haciendo lo que me gusta. Esto demuestra el cariño del público y se agradece, ya que trabajó para la gente y no para la crítica.» Bromeando con La Cuarta cuando fue nominada al Copihue de Oro dijo «este premio vendría a ser como el Oscar gringo, pero pop, lo que tiene un gran valor».
El 2006 actuó en el cortometraje A.M. y el 2008 en Edgar.
En 2008 participó en la primera serie chilena de ciencia ficción llamada Gen Mishima, en la cual realizó el papel de Amapola. Además, participó en la teleserie Hijos del Monte de TVN de segundo semestre de 2008.
En 2010 protagonizó la primera telenovela nocturna de Chilevisión, Mujeres de lujo, el que marcó su primer protagónico en una teleserie. El guion de la teleserie fue de mano de la exitosa Coca Gómez junto a Josefina Fernández, Malú Urriola y Pablo Riquelme. Para ello tuvo que realizar una transformación, en La Tercera explican: «Tenía que ser la más sensual. La mejor de todas. Súper sexy. Y Fernanda Urrejola bajó al menos cuatro kilos, tomó clases de baile y pasarela, siguió una intensa rutina con su preparador físico, se puso extensiones de pelo a lo Monica Bellucci, escote a lo Sophia Loren y comenzó a mirar como Claudia Cardinale. Y ahí está. Todo misterio y provocación». 
Realizó un curso con modelo Lennox para caminar y moverse de forma sensual, además hizo clases de poledance con un profesor de un local nocturno. Cuando le ofrecieron el rol de madame del prostíbulo en Mujeres de lujo ella contó que entonces no quería hacer series nocturnas, por su alto contenido erótico y por las escenas de sexo, pero los productores la convencieron y las escenas de sexo fueron tratadas, como le explicaron, con mucho cuidado. Lo que le llamó la atención y la convenció fue que «lo que más me interesaba de mi personaje era el trauma. La parte sicológica tuvo más preparación».
Adelgazó 4 kilos, tuvo clases de danza, poledance, entrenador personal y otros sacrificios más, pero recuerda que «en Floribella me puse frenillos para encarnar una "nerd" poco agraciada, hoy no me complica salir ligera de ropa… Ante todo soy actriz y me encanta mi pega».
Sobre el pudor y el realizar escenas sensuales dijo: «Debo reconocer que me pongo súper nerviosa en las escenas donde hay que mostrar un poco más. Pero en la vida normal soy mucho más pudorosa que actuando». Dentro de todo lo esperado para el personaje de una prostituta, «no hay ni desnudos ni sexo explícito, aunque sí hago escenas muy sensuales y de mucha piel».
En enero de 2010 en La Tercera recuerda esta primera impresión de hacer una teleserie nocturna: «Tenía como referencia Infieles, y no era por ahí por donde quería trabajar, no necesito demostrarle nada a nadie. Pero aquí no quedas media hora pegado en la escena de sexo, no es soft porno ¡menos mal!»
El año 2010 estrena las cintas Drama de Matías Lira y Metro cuadrado de Nayra Ilic.
En 2011 actuó en el episodio "Julieta y Julieta", segundo de la serie de películas para la televisión sobre sexo de Chilevisión titulada Karma, producida por Mori, estrenado el 2 de agosto de 2011. Protagonizado por Manuela Oyarzún y Fernanda, el episodio trató sobre Julieta, Oyarzún, que estaba enamorada desde chica de Julieta, Fernanda, su mejor amiga, y esta va a contraer matrimonio con su pareja, Lorenzo.
Al terminar la serie nocturna Mujeres de Lujo, Fernanda regresó al cine para filmar la serie de películas basadas en el superventas de Jorge Inostroza Adiós al Séptimo de Línea.
En su segundo papel de prostituta (luego de Mujeres de lujo, de CHV), en abril de 2012 Fernanda Urrejola debutó en la serie El diario secreto de una profesional, como una escort que lleva una doble vida: de día es la sicóloga Javiera y de noche es Ángela.
En 2014, protagonizó la telenovela nocturna de Canal 13, Chipe libre.

## Vida privada
En 2009 participó como rostro de la campaña para que la gente se inscribiera a votar de la INJUV (Instituto Nacional de la Juventud). Sobre su pensamiento en el tema aclaró que «[...] "Soy de una generación de los que no estábamos ni ahí. Desde chica tuve esa sensación de que eso no estaba bien, pero tampoco sabía qué opinar. Mi generación no alcanzó a vivir en dictadura, porque éramos demasiado chicos y tampoco comprendía bien el cambio, entonces quedamos en un lugar donde se decía no importa, da lo mismo"».
Junto a su expareja, el italiano Stefano Benaglia, estuvieron esperando un bebé, pero durante los primeros días de enero de 2010, Fernanda perdió a su primer hijo antes de nacer, con dos meses de gestación. Esta experiencia hizo que Fernanda se sintiera «[...] "más grande, soy una mujer fuerte, valiente, creo que he madurado mucho. Estoy tranquila"». se realizó exámenes y según estos ella no tiene problemas para ser madre. Fernanda afirma que «[...] "sé que más adelante voy a ser mamá, sé que viene y tengo ganas"». En 2014 rompió su noviazgo con Stefano.

## Filmografía

### Cine
| Cine | Cine                                       | Cine             |
| Año  | Película                                   | Papel            |
| ---- | ------------------------------------------ | ---------------- |
| 2004 | El roto: perjudicamen con cariño           | Violeta          |
| 2004 | Bienvenida realidad, la película           | Marina           |
| 2005 | Mi mejor enemigo                           | Gloria           |
| 2010 | Drama                                      | Madre de Mateo   |
| 2011 | Metro cuadrado                             | Romina           |
| 2012 | Tráiganme la cabeza de la mujer metralleta | Mujer Metralleta |
| 2013 | Gritos del bosque                          | Ailén Catrilaf   |
| 2018 | No estoy loca                              | Maite            |
| 2018 | American Huaso                             |                  |
| 2018 | Imprisoned                                 | Lisa             |
| 2019 | After Her                                  | Gabriela         |
| 2021 | The Humming of the Beast                   | Ramona           |
| 2021 | Milagro azul                               | Becca            |
| 2021 | Cry Macho                                  | Leta             |
| 2023 | El puño del cóndor                         | Marla            |
| 2023 | Demonio negro                              | Ines Sturges     |
| 2024 | You Can't Run Forever                      | Jenny            |

### Televisión
| Año       | Programa                             | Personaje                         |
| --------- | ------------------------------------ | --------------------------------- |
| 2003      | La vida es una lotería               | Patricia                          |
| 2003      | 16                                   | Matilde Arias                     |
| 2004      | Bienvenida realidad                  | Marina                            |
| 2004      | Destinos cruzados                    | Pascuala Goycolea                 |
| 2005      | 17                                   | Matilde Arias                     |
| 2005      | Versus                               | Clarita Chaparro                  |
| 2006      | JPT: Justicia para todos             | Mónica Ríos                       |
| 2006      | Floribella                           | Sofía Santillán                   |
| 2007      | Corazón de María                     | María Cofré                       |
| 2007      | Amor por accidente                   | Romina Urrutia                    |
| 2008      | Gen Mishima                          | Amapola                           |
| 2008-2009 | Hijos del Monte                      | Beatriz Pereira                   |
| 2010      | Mujeres de lujo                      | Magdalena Reyes / Esmeralda Martí |
| 2010      | Adiós al séptimo de línea            | Leonora Latorre / Elena Alzerreca |
| 2011-2012 | La doña                              | Millaray Chalco                   |
| 2011      | Karma                                | Julieta                           |
| 2012      | El diario secreto de una profesional | Javiera García / Ángela           |
| 2013      | Graduados                            | María Laura "Loli" Falsetti       |
| 2014-2015 | Chipe libre                          | Julieta Ruiz                      |
| 2016      | Veinteañero a los 40                 | Katia Jorquera                    |
| 2016      | Bala loca                            | Valeria Sánchez                   |
| 2018-2021 | Narcos: Mexico                       | María Elvira Murillo              |
| 2020      | Party of Five                        | Gloria Acosta                     |
| 2022      | El refugio                           | Cecilia                           |
| 2023      | Gossip Girl                          | Dolores de la Cruz                |

## Vídeos musicales
| Año  | Título | Artista | Dirección         |
| ---- | ------ | ------- | ----------------- |
| 2023 | Volar  | Yorka   | Francisca Alegría |

## Programas de televisión
- Rojo (2007) - Invitada
- Más vale tarde (2013) - Invitada
- Mentiras verdaderas (2015) - Invitada
- Bailando  (2016) - Concursante